# الگوریتم جلورونده
از الگوریتم جلورونده در زمینه مدل پنهان مارکف برای محاسبه belief state (احتمال یک حالت در یک زمان با توجه به سابقه گرفته شده) استفاده می‌شود. این روند همچنین به عنوان فیلتر شناخته شده است. الگوریتم جلورونده مرتبط اما متفاوت از الگوریتم ویتربی است.
برای یک مدل پنهان مارکف مانند شکل زیر:
این احتمال به صورت {\displaystyle P(x_{t}|y_{1:t})} در اینجا {\displaystyle x(t)} حالت پنهان است که به صورت مختصر {\displaystyle x_{t}} نوشته شده است و {\displaystyle y_{1:t}} مشاهدات {\displaystyle 1} تا {\displaystyle t} را می‌توان در هر زمان محاسبه کرد، اما این کار دنباله حالت با بیشترین احتمال را تولید نمی‌کند، بلکه حالت با بیشترین احتمال در هر زمان باتوجه سابقه قبلی تولید می‌کند.

## تاریخچه
الگوریتم جلورونده یکی از الگوریتم‌ها برای حل مسئله رمز گشایی است. پس از توسعه تشخیص گفتار و تشخیص الگو و زمینه‌های مرتبط با آن مانند زیست‌شناسی محاسباتی که از مدل پنهان مارکف استفاده می‌کند، الگوریتم جلورونده محبوبیت زیادی به دست آورده.

## الگوریتم
هدف الگوریتم جلورونده محاسبه احتمال مشترک {\displaystyle p(x_{t},y_{1:t})} راحتی {\displaystyle x(t)} به عنوان {\displaystyle x_{t}} و  {\displaystyle (y(1),y(2),...,y(t))} به عنوان  {\displaystyle y_{1:t}}. محاسبات {\displaystyle p(x_{t},y_{1:t})} به طور مستقیم نیاز به حاشیه راندن بیش از همه ممکن است دولت توالی {\displaystyle \{x_{1:t-1}\}} تعداد که به صورت نمایی رشد می‌کند با {\displaystyle t}. به جای رو به جلو الگوریتم طول می‌کشد استفاده از مشروط استقلال قوانین hidden Markov model (HMM) برای انجام محاسبات به صورت بازگشتی.
{\displaystyle \alpha _{t}(x_{t})=p(x_{t},y_{1:t})=\sum _{x_{t-1}}p(x_{t},x_{t-1},y_{1:t})}.